# Ptolemy Slocum
Ptolemy Slocum (* 20. November 1975 in Nairobi, Kenia) ist ein US-amerikanischer Schauspieler.

## Werdegang
Ptolemy Slocum wurde in der kenianischen Hauptstadt Nairobi geboren. Er ist seit 2003 als Schauspieler aktiv. Zunächst spielte er in einigen Kurzfilmen mit, bevor er 2005 seinen ersten Filmauftritt als Ron in Hitch – Der Date Doktor hatte. In der Folge übernahm er vor allem Gastrollen in zahlreichen bekannten US-Serien, wie Die Sopranos, The Wire, Fringe – Grenzfälle des FBI, Burn Notice, How I Met Your Mother, Veep – Die Vizepräsidentin und Criminal Minds.
In der jüngeren Vergangenheit übernahm Slocum zunehmend auch wiederkehrende Serienrollen, etwa in Looking und Preacher Seit 2016 spielt er zudem die Rolle des Sylvester in der Science-Fiction-Serie Westworld.

## Filmografie (Auswahl)
- 2003: Let It Ride (Kurzfilm)
- 2004: The Overlookers
- 2005: Hitch – Der Date Doktor (Hitch)
- 2006: The Wedding Album (Fernsehfilm)
- 2007: Die Sopranos (The Sopranos, Fernsehserie, Episode 6x15)
- 2007: Damages – Im Netz der Macht (Damages, Fernsehserie, Episode 1x08)
- 2008: The Wire (Fernsehserie, 3 Episoden)
- 2008: Fringe – Grenzfälle des FBI (Fringe, Fernsehserie, Episode 1x09)
- 2009: (Untitled)
- 2009: Shopaholic – Die Schnäppchenjägerin (Confessions of a Shopaholic)
- 2009: Nurse Jackie (Fernsehserie, Episode 1x11)
- 2009: A Dog Year
- 2011: Workaholics (Fernsehserie, Episode 1x04)
- 2011: Burn Notice (Fernsehserie, Episode 5x13)
- 2012: How I Met Your Mother (Fernsehserie, Episode 7x14)
- 2012: Let’s Big Happy (Fernsehserie, Episode 1x05)
- 2012: Pretty Little Liars (Fernsehserie, Episode 3x08)
- 2012: Tödliches Spiel – Would You Rather? (Would You Rather)
- 2013: Detour – Gefährliche Umleitung (Detour)
- 2013: Veep – Die Vizepräsidentin (Veep, Fernsehserie, Episode 2x08)
- 2013: Full Circle (Fernsehserie, Episode 1x10)
- 2014: Looking (Fernsehserie, 5 Episoden)
- 2014: Bad Teacher (Fernsehserie, Episode 1x01)
- 2015: Criminal Minds (Fernsehserie, Episode 10x11)
- 2015: Your Pretty Face Is Going to Hell (Fernsehserie, 3 Episoden)
- 2016: Preacher (Fernsehserie, 3 Episoden)
- 2016–2020: Westworld (Fernsehserie)
- 2017: Marvel’s Inhumans (Fernsehserie, 4 Episoden)
- 2018: Wisdom of the Crowd (Fernsehserie, Episode 1x12)
- 2018: IZombie (Fernsehserie, Episode 4x01)
- 2018: Vice – Der zweite Mann (Vice)
- 2019: Emergence (Fernsehserie, 2 Episoden)
- 2019: The Mandela Effect
- 2019: The Man in the High Castle  (Fernsehserie, 3 Episoden)
- 2020: AJ and the Queen (Fernsehserie, Episode 1x10)
- 2020: Good Girls (Fernsehserie, Episode 3x10)